# Marchio non registrato
Il marchio non registrato, nel diritto italiano, è quel tipo di marchio di fatto che, proprio per non essere stato registrato, gode di una tutela giuridica più labile.
La tutela del marchio su scala nazionale richiede la registrazione presso l'Ufficio italiano brevetti e marchi, gestito dal Ministero dello sviluppo economico. Al titolare che deponga domanda di registrazione di un marchio spetta il diritto esclusivo all'utilizzazione dello stesso su tutto il territorio italiano.
Chi usa un marchio di fatto non gode quindi della tutela giuridica che deriva dalla registrazione e inoltre rischia di incorrere in alcuni inconvenienti: tra gli aspetti negativi della mancata registrazione vi è infatti la maggiore facilità del marchio ad essere contraffatto, oltre al fatto di poter essere registrato da un altro soggetto. 
Nel caso in cui l'uso di fatto di un marchio entri in conflitto con una successiva registrazione dello stesso, si fa riferimento ad alcune normative nazionali che si pronunciano in merito al preuso, cioè all'uso di un marchio di fatto che  in un secondo tempo viene registrato da altri soggetti.

## Tutela codicistica
Il marchio non registrato viene tutelato a norma dell'art. 2571 del c.c, che stabilisce che chi usa un marchio senza registrarlo, ha la possibilità di continuare ad utilizzarlo, nonostante un'eventuale registrazione operata da terzi, sempre nei limiti in cui anteriormente se ne è avvalso. 
Pertanto, il semplice uso del marchio non registrato attribuisce all'imprenditore il diritto esclusivo di usarlo con le modalità e nei limiti territoriali in cui lo ha sempre utilizzato.
Qualora venga richiesta la registrazione di un marchio già usato da un altro soggetto, la giurisdizione offre una tutela al preutente che abbia usato il marchio per molto tempo, senza tuttavia registrarlo. L'entità di questa tutela dipende però dall'estensione territoriale in cui il marchio usato dal preutente risulta noto. 
Come disposto dall'art.  12, 1° comma, lett. b, del Codice della proprietà industriale (d. lgs. 10-2-2005, n.30), l'uso precedente di un segno che abbia una notorietà puramente locale, non intacca il requisito della novità, indispensabile per la registrazione del marchio su scala nazionale. In questo caso, il preutente ha quindi il diritto di continuare a usare il marchio nonostante lo stesso sia stato registrato da terzi, sempre nei limiti della diffusione locale. 
La tutela è invece più estesa se il marchio non registrato gode di una diffusione “non locale”: in questo caso il preutente può impedire la registrazione del marchio da parte di terzi. La diffusione ultraregionale del marchio farebbe infatti venir meno il requisito della novità, che è condicio sine qua non per la registrazione e l'utilizzo esclusivo dello stesso sul territorio nazionale. 
In entrambi i casi, è comunque il preutente che deve preoccuparsi di fornire le prove atte a dimostrare che la diffusione del marchio è precedente alla richiesta di registrazione dello stesso da parte di altri soggetti.

## Riferimenti normativi
- Codice Civile
- Codice della proprietà industriale (d. lgs. 10-2-2005, n.30)